# Fester Grund
Fester Grund ist eine Kurzgeschichte von Wolfgang Hilbig aus dem Jahr 1984.

## Ort
Ort der Handlung ist die nicht explizit genannte ehemalige Mitropa-Gaststätte unmittelbar am Querbahnsteig im Westflügel des Leipziger Hauptbahnhofes. Denn der erwähnte „Hauptbahnhof“ liegt auf der Strecke zwischen Nürnberg und Ostberlin, auf der einige der auftretenden Reisenden unterwegs sind und vor Ort rasten. Zudem deuten gewisse Einzelheiten auf diese Gaststätte hin: Da ist die charakteristische Empore – dem gehobeneren reisenden Publikum vorbehalten. Dann wird eine Unsitte aus dem Parterre der Bahnhofs-Gaststätte zu DDR-Zeiten beschrieben. Der Kellner in weißer Jacke stellte jedem reisenden Mann ein großes Glas Bier hin.

## Inhalt
Der Ich-Erzähler erscheint als verantwortungsloser Zappelphilipp. Dieser hochgradig nervöse Reisende verpasst eines Freitags den Anschlusszug nach Berlin und wartet in oben genannter Gaststätte. Zunächst verschüttet das reisende Nervenbündel ein großes, noch nicht angetrunkenes Glas Bier. Der Schwall bedrängt am Tisch ein essendes Kind und die zugehörige überraschte Mutter. Als der Kellner mürrisch ordnend eingreift, wirft der Tollpatsch das leere Bierglas herunter, fängt es aber in der Flugphase gerade noch so auf.
Seine frühere Frau hat dem Ich-Erzähler gestattet, die kleine Tochter im Monat einmal in Berlin zu besuchen. Nach dem Genuss von vier Weinbrand ist es mit der Vaterliebe nicht mehr weit her. Denn der Erzähler bietet Reisenden am Tisch seine Fahrkarte zum halben Preis an. Nach seinem wirren Gerede zu urteilen, wird er die Zeche nicht bezahlen können. Der Leser erfährt nicht, wie der Gaststättenbesuch endet, denn der Erzähler faselt im Suff nur noch nonstop Nonsens. Genauer: Auf der Titanic führt die Reise in die Freiheit. Immerhin – so spottet Wolfgang Hilbig bitter – weiß der betrunkene Erzähler noch, in dem DDR-Restaurant sitzt er auf „festem Grund“. Da ist es nicht weiter schlimm, dass er sein Reiseziel – die Freiheit – vergessen hat.

## Rezeption
- 2. April 1993: Iris Radisch schreibt in der Zeit im Beitrag Papiergezitter zur Titanic-Parabel; sprich, zum Untergang des Schiffes DDR: „Schon immer und lange vor dem Ende der DDR war Wolfgang Hilbig ein sprachmächtiger Apokalyptiker.“
- Bordaux interpretiert die Titanic-Phantasie des Erzählers konträr zu Radisch (siehe oben): „...in diesem Text erscheint der Westen als ein Schiffbruch“.[3]
- Der Ich-Erzähler beobachtet sein „Taumeln [ein Lieblingsverbum Wolfgang Hilbigs] auf der schiefen Bahn“[4]. Dahlke nimmt in dem Kontext die Vergangenheit als Vergiftungsursache der Gegenwart in ihre Interpretation mit hinein.[5]
- Heising[6] betrachtet das Motto, das da heißt: »Die Krankheit im Frieden« für U. K.[7][A 2]

### Textausgaben
- Fester Grund. S. 7–19 in Wolfgang Hilbig: Grünes grünes Grab. Erzählungen (enthält noch: Er, nicht ich. Die elfte These über Feuerbach). Fischer Taschenbuch 12356, Frankfurt am Main 1993 (Ausgabe 1995). ISBN 3-596-12356-9[A 3]
- Wolfgang Hilbig: Fester Grund. S. 339–347 in Jörg Bong (Hrsg.), Jürgen Hosemann (Hrsg.), Oliver Vogel (Hrsg.): Wolfgang Hilbig. Werke. Band Erzählungen und Kurzprosa. Mit einem Nachwort von Katja Lange-Müller. S. Fischer, Frankfurt am Main 2009, ISBN 978-3-10-033642-2

### Sekundärliteratur
- Bärbel Heising: „Briefe voller Zitate aus dem Vergessen“. Intertextualität im Werk Wolfgang Hilbigs. In Bochumer Schriften zur deutschen Literatur (Martin Bollacher (Hrsg.), Hans-Georg Kemper (Hrsg.), Uwe-K. Ketelsen (Hrsg.), Paul Gerhard Klussmann (Hrsg.)) Peter Lang, Frankfurt am Main 1996 (Diss. Bochum 1995), ISBN 3-631-49677-X
- Sylvie Marie Bordaux: Literatur als Subversion. Eine Untersuchung des Prosawerkes von Wolfgang Hilbig. Cuvillier, Göttingen 2000 (Diss. Berlin 2000), ISBN 3-89712-859-4
- Birgit Dahlke: Wolfgang Hilbig. Meteore Bd. 8. Wehrhahn Verlag, Hannover 2011, ISBN 978-3-86525-238-8